# El Nacional (Argentina)
El Nacional fue un periódico argentino fundado por Dalmacio Vélez Sarsfield y editado en Buenos Aires entre el 1° de mayo de 1852 y el 18 de agosto de 1898.

## Rol de la prensa
La nueva prensa surgida en Buenos Aires después de la Batalla de Caseros tenía como objetivo difundir opiniones políticas sin pretender imparcialidad aunque sin desistir de su propósito didáctico. 
Como en la ciudad las informaciones circulaban de boca a boca, lo que importaba eran las interpretaciones que se hacían a partir de sus notas editoriales que el público leía: “reforzar y estilizar sus propias posiciones mediante la cuidada retórica empleada por los redactores. Los enfrentamientos de opiniones a través de los periódicos daban vida a constantes polémicas, algunas de las cuales serían recordadas por largo tiempo... En algunos casos, las pasiones se elevaban a tal punto que los polemistas, sintiéndose ofendidos, llegaban al extremo de desafiar a duelo a su oponente". 
Ejemplos de tales polémicas memorables fueron las que involucraron a Nicolás Calvo, editor del periódico federal La Reforma Pacífica, con Juan Carlos Gómez, en La Tribuna, en 1854, y con Domingo F. Sarmiento, en 1856.

## Historia
Fue el primer diario de la tarde que publicó dos ediciones: la primera, al mediodía y, otra, a las 2 de la tarde. Allí escribieron Bartolomé Mitre, Vicente Fidel López, Nicolás Avellaneda, Domingo Faustino Sarmiento y fue el periódico más utilizado por éste para difundir sus ideas. Ese año aparecieron más de treinta periódicos en Buenos Aires.
Como era habitual, el nombre tenía un subtítulo que lo definía como “Periódico Comercial, Político y Literario. Viva la Confederación Argentina”. En él se publicaron adelantos del libro Bases y Puntos de Partida para la Organización Política de la República Argentina de Juan Bautista Alberdi y la carta desde Yungay dirigida por Sarmiento a Justo José de Urquiza. Fue dirigido al comienzo por almacio Vélez Sarsfield y considerado más adelante "órgano de la fracción sarmientista".
Su gran competidor era La Tribuna (7 de agosto de 1853 - 27 de septiembre de 1880) redactado por Juan Ramón Muñoz y Héctor Florencio y Mariano Varela, quienes se beneficiaban portando fama de "hijos del mártir" Florencio Varela.
En 1877 había en Buenos Aires, según Ernesto Quesada, 83 publicaciones periódicas que se elevaban a 103 en 1882. En la década de 1880, La Tribuna y La Nación Argentina declaraban tiradas de 3000 a 4000 ejemplares y en 1887 La Nación y La Prensa –los diarios de mayor circulación, tiraban 18 000 ejemplares cada uno y los que le seguían estaban casi por debajo de los 10 000, y esto colocaba a Buenos Aires entre las ciudades del mundo con más ejemplares editados respecto de la población, con uno cada cuatro habitantes. La Tribuna se preguntaba el 12 de septiembre de 1875 ¿quién editaba tanto periódico? Y respondía:

”No hay gremio social ni político que no tenga su órgano propio en la prensa de Buenos Aires. Liberales, reaccionarios, gobernistas, anarquistas, gentes sensatas e ilustradas, tilingos, todos, enteramente todos, hasta los diversos grupos de pobladores estrangeros (sic) tienen su periódico representante o encargado de representar sus intereses.

El Nacional se publicó por última vez el 18 de agosto de 1898.